# الهه کولایی
الهه کولایی(طبرستانی) (زادهٔ ۱۳۳۵، تهران)
محقق، نویسنده و استاد علوم سیاسی دانشکده حقوق و علوم سیاسی دانشگاه تهران، عضو شورای مرکزی و نیز دفتر سیاسی جبهه مشارکت ایران اسلامی، عضو شورای هماهنگی مجمع زنان اصلاح‌طلب است و همچنین نماینده مجلس ششم ایران بوده‌است.

## زندگی‌نامه

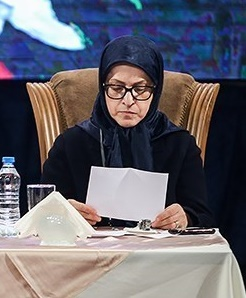
الهه کولایی در سال ۱۳۹۴

الهه کولایی در سال ۱۳۳۵ در تهران زاده شد. در دانشگاه ملی ایران و دانشگاه تربیت مدرس در رشته علوم سیاسی تحصیل کرد و در گرایش روابط بین الملل دکترا گرفت. او در جریان تحولات انقلابی سالهای ۱۳۵۷ به بعد با انجمن اسلامی دانشکده علوم اقتصادی دانشگاه شهید بهشتی همکاری داشت. کولایی در سال ۱۳۶۷ عضو هیأت علمی دانشگاه تهران شد. به گفته خودش، «در این میان سالهایی را به دلیل آنکه صاحب فرزند شده بودم و همزمان مشغله درس و خانه داری نیز داشتم، بیشتر به این امور پرداختم، اما ظرف سالهای بعد، حوزه تخصصی خود را سیاست خارجی جمهوری اسلامی ایران و پرداختن به مباحث این حوزه قرار دادم و تلاش کردم به گونه‌ای برای این مسایل راهکار و چاره بیابم.»
کولایی مدتی در روزنامه اطلاعات روزنامه‌نگاری کرد و بعد در وزارت خارجه ایران مشغول به کار شد. پس از آن مدیر آموزش و معاون آموزشی دانشکده حقوق و علوم سیاسی دانشگاه تهران شد و همزمان در چند دانشگاه دیگر نیز تدریس می‌کرد.
الهه کولایی استاد علوم سیاسی دانشکده حقوق و علوم سیاسی دانشگاه تهران، و عضو جبهه مشارکت ایران اسلامی و شورای هماهنگی مجمع زنان اصلاح‌طلب است.
| کارشناسی، ۱۳۶۱، علوم سیاسی، ملی (شهید بهشتی) M.S،۱۳۶۷، علوم سیاسی، تربیت مدرس Ph.D ،۱۳۷۴، روابط بین‌الملل، تربیت مدرس |